# Queen II Tour
Queen II Tourは、イギリスのロックバンド、クイーンが行ったコンサート・ツアー。

## 概要
このツアーは、アルバム『クイーンII』リリースに伴って1974年の3月から5月に行われたもので、41公演が行われた。
英国ツアーの後バンドはモット・ザ・フープルのオープニングアクトとしてバンド初の北米ツアーを行ったが、ツアーの途中でブライアン・メイが肝炎を発症したためにそれ以降の公演はキャンセルとなり、代わりにカンサスがオープニングアクトを務めた。
3月31日のロンドン、レインボー・シアター公演はプロデューサーのロイ・トーマス・ベイカーによって録音され、2014年に「ライヴ・アット・ザ・レインボー‘74」として同年11月にレインボー・シアターで行われたライブの音源とともにリリースされた。また、この日の公演の「サン・アンド・ドーター」と「モダン・タイムズ・ロックン・ロール」の映像が残っており、これはクイーンの最古のライブ映像である。

## セットリスト
これは1974年5月7日にアメリカ合衆国のニューヨークで行われたライブのセットリストであり、ツアー期間中の全てのセットリストを表すものではない。
1. プロセッション
2. 父より子へ
3. オウガ・バトル
4. サン・アンド・ドーター
5. ライアー
6. 炎のロックンロール
7. モダン・タイムス・ロックン・ロール
8. ビッグ・スペンダー
9. 監獄ロック
10. まぬけなキューピッド
11. ビー・バップ・ア・ルーラ

### 上記以外に演奏された曲
- ホワイト・クイーン[4]
- グレイト・キング・ラット[4]
- フェアリー・フェラーの神技[4]
- 輝ける7つの海[4]
- バマ・ラマ・バマ・ルー[4]
- シー・ホワット・ア・フール・アイヴ・ビーン[4]
- マッド・ザ・スワイン[5]

## ツアー日程
| 日付          | 都市             | 国             | 会場                                         |
| ------------- | ---------------- | -------------- | -------------------------------------------- |
| 1974年3月1日  | ブラックプール   | イングランド   | エンプレス・ボールルーム                     |
| 1974年3月2日  | アイルズベリー   | イングランド   | フライアーズ・アリスバーリー                 |
| 1974年3月3日  | プリマス         | イングランド   | プリマス・ギルドホール                       |
| 1974年3月4日  | ペイントン       | イングランド   | ペイントン・フェスティバル・ホール           |
| 1974年3月8日  | サンダーランド   | イングランド   | ロカルノ・ボールルーム                       |
| 1974年3月9日  | ケンブリッジ     | イングランド   | ケンブリッジ・コーン・エクスチェンジ         |
| 1974年3月10日 | クロイドン       | イングランド   | ザ・グレイハウンド                           |
| 1974年3月12日 | ロンドン         | イングランド   | ダゲナム・ラウンドハウス                     |
| 1974年3月14日 | チェルトナム     | イングランド   | チェルトナム市庁舎                           |
| 1974年3月15日 | グラスゴー       | スコットランド | グラスゴー大学                               |
| 1974年3月16日 | スターリング     | スコットランド | スターリング大学                             |
| 1974年3月19日 | クリーソープス   | イングランド   | ウィンター・ガーデンズ                       |
| 1974年3月20日 | マンチェスター   | イングランド   | マンチェスター大学                           |
| 1974年3月22日 | キャンベイ島     | イングランド   | ザ・パドックス                               |
| 1974年3月23日 | クローマー       | イングランド   | ロイヤル・リンクス・パビリオン               |
| 1974年3月24日 | コルチェスター   | イングランド   | ウッズ・レジャー・センター                   |
| 1974年3月26日 | ダグラス         | マン島         | パレス・リド                                 |
| 1974年3月28日 | アベリストウィス | ウェールズ     | ザ・グランド・ホール                         |
| 1974年3月29日 | ペンザンス       | イングランド   | ペンザンス・ガーデンズ                       |
| 1974年3月30日 | トーントン       | イングランド   | カウンティ・ボールルーム                     |
| 1974年3月31日 | ロンドン         | イングランド   | レインボー・シアター                         |
| 1974年4月1日  | バーミンガム     | イングランド   | バーバレラズ                                 |
| 北米          |                  |                |                                              |
| 1974年4月16日 | デンバー         | アメリカ合衆国 | レジス大学                                   |
| 1974年4月17日 | カンザスシティ   | アメリカ合衆国 | メモリアル・ホール                           |
| 1974年4月18日 | セントルイス     | アメリカ合衆国 | キール・オーディトリアム                     |
| 1974年4月19日 | オクラホマシティ | アメリカ合衆国 | ステート・フェア・アリーナ                   |
| 1974年4月20日 | メンフィス       | アメリカ合衆国 | ミッド＝サウス・コロシアム                   |
| 1974年4月21日 | シャルメット     | アメリカ合衆国 | セントバーナード・シビック・オーディトリアム |
| 1974年4月26日 | ボストン         | アメリカ合衆国 | オルフェウム・シアター                       |
| 1974年4月27日 | プロビデンス     | アメリカ合衆国 | パレス・コンサート・シアター                 |
| 1974年4月28日 | ポートランド     | アメリカ合衆国 | エクスポジション・ホール                     |
| 1974年5月1日  | ハリスバーグ     | アメリカ合衆国 | ステイト・ファーム・アリーナ                 |
| 1974年5月2日  | アレンタウン     | アメリカ合衆国 | アグリカルチュラル・ホール                   |
| 1974年5月3日  | ウィルクスバリ   | アメリカ合衆国 | キングス大学                                 |
| 1974年5月4日  | ウォーターベリー | アメリカ合衆国 | パレス・シアター                             |
| 1974年5月7日  | ニューヨーク     | アメリカ合衆国 | ウリス・シアター                             |
| 1974年5月8日  | ニューヨーク     | アメリカ合衆国 | ウリス・シアター                             |
| 1974年5月9日  | ニューヨーク     | アメリカ合衆国 | ウリス・シアター                             |
| 1974年5月10日 | ニューヨーク     | アメリカ合衆国 | ウリス・シアター                             |
| 1974年5月11日 | ニューヨーク     | アメリカ合衆国 | ウリス・シアター                             |

## 担当
- フレディ・マーキュリー - リードボーカル、ピアノ、タンバリン
- ブライアン・メイ - エレクトリック・ギター、コーラス
- ロジャー・テイラー - ドラムス、コーラス
- ジョン・ディーコン - ベース・ギター